# 4725 Milone
A 4725 Milone (ideiglenes jelöléssel 1975 YE) a Naprendszer kisbolygóövében található aszteroida. Félix Aguilar Obszervatórium fedezte fel 1975. december 31-én.